# Andrej Terren
Andrej Terren (známý také jako András Terrennebo Andreas Terren): (9. října 1814? Kremnica? – 5. prosince 1890 Kremnica) – byl amatérský entomolog – lepidopterolog a koleopterolog, evangelický farář a milovník přírody. Původem byl maďarské národnosti. Téměř po celý svůj život působil v Kremnici jako farář.
Datum narození, ani jeho místo není přesně známo. Podle záznamů Indexu k matrikám církve by mohl být narozen v Kremnici dne 9. října 1814.
Během svého života měl úzké kontakty s dvěma významnými entomology Rakousko-uherské monarchie: MUDr. Imre Frivaldszkým a jeho příbuzným Jánosem Frivaldszkým, který pocházel z Rajce. Po skončení studia teologie působil jako duchovní v Kremnici.
Věnoval se hlavně sběru brouků a motýlů, převážně v okolí Kremnice, ale navštívil během svého života i řecký ostrov Krétu a oblast Malé Asie: Turecko – okolí Izmiru a Bursy], Bulharsko a Řecko. Tuto svou cestu vykonal s oběma Frivaldszkovými, přičemž sesbíral z tohoto území významný a dost početný entomologický materiál do své sbírky. Této výzkumně – sběratelské cesty se zúčastnil v letech 1843 – 1845. Po svém návratu působil dále jako kněz v Kremnici.
Sbírku Andreje Terrena po jeho smrti zdědil jeho bratr, který působil také jako farář v Kremnici.
Její část v rozsahu asi 10 000 kusů brouků odkoupil uherský sběratel slovenského původu Jozef Bossanyi v roce 1899.
Andrej Terren zemřel pravděpodobně v Kremnici 5. prosince 1890.